# Шлинц, Роберт
Роберт Шлинц (нем. Robert Schlienz; 3 апреля 1924, Цуффенхаузен, Германия — 18 июня 1995, Деттенхаузен, Германия) — немецкий футболист.

## Клубная карьера
Роберт родился и вырос в Цуффенхаузене (который был включен в состав Штутгарта в 1931 году). Он занимался в одноимённой команде «Цуффенхаузен», и в 1942 году его команда выиграла юниорские чемпионаты области Вюртемберг.
В конце Второй мировой войны он был призван в вермахт, сражался на Восточном фронте. Демобилизован после ранения в челюсть. Вернувшись к футболу, в сезоне 1944/45 он начал играть в качестве гостевого игрока в клубе «Штутгарт».
«Цуффенхаузен» был не в силах соперничать за игрока со «Штутгартом». Таким образом, Шлинц присоединился к «швабам» летом 1945 года. Одним из основных преимуществ было участие клуба в новообразованной Оберлиге-Зюд, предшественнице Бундеслиги.